# Stelletta osculifera
Stelletta osculifera är en svampdjursart som först beskrevs av Claude Lévi 1964.  Stelletta osculifera ingår i släktet Stelletta och familjen Ancorinidae.
Artens utbredningsområde är Moçambiquekanalen. Inga underarter finns listade i Catalogue of Life.